# 12199 Sohlman
12199 Sohlman eller 1980 TK6 är en asteroid i huvudbältet som upptäcktes den 8 oktober 1980 av den sovjetisk-ryska astronomen Ljudmila Zjuravljova vid Krims astrofysiska observatorium på Krim. Den är uppkallad efter Michael Sohlman.
Asteroiden har en diameter på ungefär 5 kilometer.